# Macintosh II
Introduit en mars 1987, le Macintosh II est le premier ordinateur de la deuxième génération de Macintosh. Il est le premier Macintosh modulaire : il n'est pas d'un design tout-en-un, mais dans un boîtier sans écran intégré. Cela permet de lui adjoindre divers écrans. Le Macintosh II est le premier Macintosh à supporter l'affichage couleur.
Plus puissant que ses prédécesseurs, il intègre un processeur Motorola 68020 à 16 MHz et bus 32 bits (contre 8 MHz et bus 16 bits pour le 68000).
Il est le Macintosh le plus évolutif : il possède 8 connecteurs permettant d'étendre la mémoire vive à 20 Mio, et 6 connecteurs NuBus pouvant accueillir de nombreuses cartes d'extension de plusieurs constructeurs (dont au moins un doit accueillir la carte graphique, le Macintosh II n'en possédant pas en standard). Certaines cartes graphiques permettaient même un affichage en millions de couleurs. Un second lecteur de disquette ou un disque dur étaient disponibles en option.

## Caractéristiques
Le Macintosh II dispose d’un processeur Motorola 68020 cadencé à 16 MHz et de 1 Mo de RAM (extensible jusqu’à 20 Mo). Il peut supporter une résolution maximale de 1280x1024 pixels.